# 聞波社區
聞波社區是浙江省湖州市朝陽街道下轄的一個社區，位於湖州市中心。東至市河月河橋，南至新潮音橋，西至南街，北至儀鳳橋，占地面積約10.6萬平方米。
轄區共有住宅幢、總單元195個，常住總戶數為2283戶，總人口為7197人，其中戶籍人口數為6645人，共分為聞波兜、蘇家園、金婆弄、洗帚弄、甘棠橋五個小區。
聞波社區由原來的蘇家園、所前街兩個社區合並而成，並於2007年10月更名為聞波社區，社區居委會位於甘棠橋小區5幢東側底樓。